# Eutin (koncentrationsläger)
Eutin, KZ Eutin, var ett nazistiskt koncentrationsläger, beläget i Eutin i Schleswig-Holstein. Lägret, som existerade mellan juli 1933 och maj 1934, inrättades på initiativ av Johann Heinrich Böhmcker, Regierungspräsident i regionen Lübeck, och hyste i huvudsak politiska motståndare, som kommunister, socialdemokrater och fackföreningsmedlemmar. Om nationalsocialismens motståndare yttrade Böhmcker: ”Förintandet av dessa tjänar folket och faderlandet.”